# Arjona schumanniana
Arjona schumanniana là một loài thực vật có hoa trong họ Schoepfiaceae. Loài này được Pilg. mô tả khoa học đầu tiên năm 1930.